# Avignonské slečny
Avignonské slečny (francouzsky Les Demoiselles d’Avignon) je velká olejomalba z roku 1907 od španělského malíře Pabla Picassa (1881–1973). Dílo zobrazuje pět nahých prostitutek z nevěstince v ulici Avinyó (Avignon) v Barceloně. Toto protokubistické dílo je považováno za klíčové pro další rozvoj kubismu i moderního umění.
Picasso vytvořil při přípravě na finální dílo stovky skic a studií. Jedna z  původních verzí na papíru byla více narativní - uprostřed obrazu seděl námořník, kterého obklopovalo pět žen.  Zleva za oponou se vynořil student s knihou jako nezúčastněný subjekt. Obraz tak akcentoval moralistní náboj (Memento mori).  V konečné verzi obrazu ve tvaru čtverce orientovaného na výšku zůstalo pouze 5 žen. Moralistní náboj se vytratil, nicméně erotický náboj zůstal.  Z hlediska vývoje Picassova umění jde o přelomové dílo - tři levé postavy mají obličeje, které připomínají iberské masky (obdobně jako portrét Gertrudy Steinové z r. 1906), dvě postavy napravo byly inspirovány africkými maskami. Samotné dílo vytvořil v Paříži během léta 1907.
Dílo po svém vzniku bylo prakticky neznámé. Vidělo je jen několik Picassových přátel. V roce 1924 je koupil sběratel Doucet, který je později nabídl Louvru. Muzeum však nabídku odmítlo. Až po smrti sběratele bylo v roce 1937 dílo zakoupeno do Muzea moderního umění v New Yorku. V roce 1939 byl obraz vystaven na Picassově retrospektivní výstavě tamním v muzeu, kdy započal proces kanonizace Avignonských slečen. Významný přínos k interpretaci díla byly práce Lea Steinberga (viz níže)